# Národní park Cairngorms
Národní park Cairngorms (ve skotské gaelštině Pairc Nàiseanta "Mhonaidh Ruaidh) je národní park v severovýchodním Skotsku. Byl založen v roce 2003. Byl vytvořen jako druhý ze dvou národních parků ustanovených skotským parlamentem, po národním parku Loch Lomond a The Trossachs, který byl zřízen v roce 2002. Park zahrnuje pohoří Cairngorms a okolní hory. Již v době vzniku šlo o největší národní park na Britských ostrovech, přesto byl v roce 2010 park rozšířen o část Skotské vysočiny a o část správní oblasti Perth a Kinross.

## Území
Národní park Cairngorms se rozkládá na ploše 4 528 km2 na území správních oblastí Aberdeenshire, Moray, Highland, Angus a Perth a Kinross. Hory Cairngormu vytváří velkolepou krajinu, vzhledem podobnou náhorní plošině Hardangervidda v Norsku. Podobnost je v tom, že jde v obou případech o velkou náhorní plošinu. Zatímco národní park Hardengervidda je zařazena do kategorie 2 národních parků v rámci členění IUCN (nejsou povoleny žádné aktivity, které mají trvalý dopad na životní prostředí), také národní park Cairngorm je zařazen do kategorie 5 – chráněná krajinná oblast (oblast udržitelného rozvoje), která má části krajiny, do kterých se zasahuje či se zemědělsky hospodaří a ve které je cestovní ruch podporován. Aviemore je hektická a oblíbená prázdninová destinace a nejčastější vstupní brána do parku Na území národního parku se nachází také tzv. Highland Wildlife Park a Dalwhinniská palírna.

## Hranice národního parku
Dříve než byl národní park v roce 2003 založen, skotská vládní organizace Scottish Natural Heritage prováděla konzultace s ohledem na hranice a pravomoce a strukturu nového orgánu orgánu. [zdroj⁠?!] Jednou z možností představenou pro tuto oblast byla oblast zahrnující Tomatin, Blair Atholl, Aboyne a Glen Shee, takže by park byl dvakrát tak velký jako Národní park Lake District. [zdroj⁠?!] Oblast byla nakonec vybrána menší, než se očekávalo, ale stále je největší v Británii. Park tak měl na hranicích sídla Carrbridge, Laggan, Dalwhinnie, Grantown-on-Spey a Ballater. Mnoho skupin a místních komunit mělo pocit, že i další velká plocha vysočiny Perth a Kinross by měla být součástí parku a vedla proto trvalou kampaň. [zdroj⁠?!]
Dne 13. března 2008 skotský politik Michael Russell oznámil, že národní park by měl být rozšířen tak, aby zahrnoval i Blair Atholl a Spittal of Glenshee. Kontroverzní byla také výstavba pozemní lanovky Cairngorm Mountain železnice na kopec Cairn Gorm, řešení podporované nově vytvořeným vedením národního parku. Stoupenci tohoto řešení tvrdili, že to přinese cenné příjmy z turistického ruchu, zatímco oponenti argumentoval, že takový rozvoj je nevhodný pro chráněná území. Aby se snížila eroze, pozemní lanovka provozuje "uzavřený systém", a dovoluje zimní lyžování (v sezóně) pouze od horní stanice Ptarmigan. [zdroj⁠?!]
Dne 4. října 2010 se park rozšířil do správních oblastí Highland Perthshire a Glenshee.

## Osídlení uvnitř národního parku
V národním parku žije přibližně 18 000 lidí. 
| správní oblast  | obce |
| --------------- | --- |
| Aberdeenshire   | Ballater, Braemar, Corgarff, Crathie, Dinnet, Strathdon, Lumsden |
| Angus           | Clova |
| Highland        | Aviemore, Boat of Garten, Carrbridge, Dalwhinnie, Dulnain Bridge (Moray a Highland jsou odděleny mostem), Drumochter, Grantown-on-Spey, Kingussie, Laggan, Nethy Bridge, Newtonmore |
| Moray           | Glenlivet, Tomintoul |
| Perth a Kinross | Blair Atholl, Killiecrankie, Spittal of Glenshee |